# Alatagh i Awnik (1394)
Alatagh i Awnik són dos manuscrits escrits en caràcters caldeus que es van crear a l'any 1394. Es conserven a la Biblioteca Nacional de França i són considerats una de les més importants fonts històriques sobre la religió assíria i el cristianisme a l'Orient Mitjà durant el segle XIV. Els manuscrits estan escrits en llengua aramea i contenen informació sobre els rituals religiosos, la litúrgia, les festes i altres aspectes de la vida de les comunitats cristianes assíries. Així mateix, Alatagh i Awnik també inclouen relats sobre la història i les llegendes dels assiris, així com l'època en què es van escriure.
Alatagh era una regió amb bones pastures on els turcomongols podian acampar. Awnik era una fortalesa molt important al Bassèn (Armènia).
Després de la campanya del Diyar Bakr, Tamerlà va aixecar el camp i va seguir cap a Alatagh. Les reines Sarai Mulk Khanum i Tuman Agha que eren a Sultaniya es van desplaçar a la cort de Timur passant per Tabriz el 3 de juny. Timur va enviar el seu fill el príncep (mirza) Xah Rukh per rebre-les; el mirza va cavalcar 4 dies i les va trobar entre Marand i Khoy. Mentre Timur havia acampat a Akhlat (o Khelat) i va rebre la visita del príncep Kakan d'Adeliuz que era un antic amic; es van intercanviar regals i Timur li va concedir el principat d'Akhlat i dependències a perpetuïtat i de manera hereditària. El 10 de juny Timur va disposar una cacera a les planes d'Akhlat pel sistema d'encerclament que l'11 de juny va comportar una nova matança d'animals.
Ja feia 11 mesos que no veia els seus nets mes joves (que estaven a Sultaniya) i l'endemà (12 de juny) va decidir marxar a veure’ls i va passar per Alizgard o Malazgird i a la nit va acampar a Utx Kilifa (Tres Esglésies) l'antiga Vagharxapat, la seu del patriarcat armeni, ja a la plana d'Alatagh. Al mati les reines i el jove Pir Muhammad ibn Jahangir el van anar a trobar.
El 16 de juny Timur va aixecar el campament i es va dirigir al fort d'Aydin (sense cap relació amb l'emirat d'Aidin a la costa de la mar Egea) els habitants de la qual li van entregar tots els diners, cavalls i bestiar que tenien i li van demanar perdó; Timur els va retreure que no l'haguessin anat a trobar però els va perdonar i els va retornar el que li havien entregat. Després d'Aydin va tornar a Utx Khilifa, on va arribar a l'endemà després de viatjar tota la nit. En aquest lloc va rebre a Tahartan d'Erzinjan que venia a postrar-se als peus de Timur i li va oferir diversos regals, que Timur va acceptar i el va tractar amb honor i distinció.

## Conquesta d'Awnik (1394)
Mazar o Misr (fill de Kara Mehmed), amir governador d'Awnik, persistia en rebutjar anar a la cort a postrar-se davant Timur. Aquest va decidir que calia anar a Awnik i conquerir-la. Va enviar amb aquesta finalitat al mirza (príncep) Muhammad Sultan i ell hi va seguir en persona el 24 de juny. Va acampar a la plana d'Alazgird o Malazgird i d'alli va passar per la muntanya Kiofatak arribant dos dies després a Awnik. El seu net no feia gaire que havia arribat i ja estava atacant; en poc temps, amb el suport de l'exèrcit recent arribat, es van apoderar de les muralles, que foren destruïdes i Mazar es va retirar a la fortalesa situada a una muntanya alta i escarpada en la qual tots els passos estaven fortificats.
El 27 de juny Mazar va enviar el seu fill i al seu lloctinent amb regals, demanant excuses per no haver anat personalment a homenatjar a Timur i ser excusat per aquesta vegada i assegurant que en el futur seria el mes lleial dels seus súbdits. Timur li va garantir la vida amb la única condició de sortir de la fortalesa. Mazar com altres abans que ell, no se’n va refiar i va decidir resistir cosa que va comunicar amb una pluja de fletxes. L'endemà l'amir Tahartan va intentar fer de mediador i va aconsellar a Mazar de rendir-se. Mazar va enviar el seu fill i un parent de nom Setilmish amb regals i va fer el mateix oferiment que havia fet: Timur llavors va fer empresonar als negociadors (i Setilmish fou executat en secret); el 29 de juny Muhammad Sultan es va incorporar a l'assalt i durant la nit va fer pujar als soldats per la muntanya i a primera hora van donar l'assalt que va durar tot el dia; durant l'assalt un traïdor va fer saber als timúrides que si s'anunciava la detenció de Setilmish, que resultava ser de fet qui dirigia les tropes de la fortalesa, la moral baixaria. Timur ja havia fet matar a Setilmish i llavors va presentar només al fill de Mazar (que era un nen de 6 anys) i el va fer suplicar el perdó pel seu pare i que si l'acordava ell mateix aniria a buscar-lo per venir a servir al gran emir com el millor súbdit. Timur li va permetre anar a buscar al pare i públicament li va dir que li concedia la vida de Mazar si l'anava a veure en persona; el jove príncep es va retirar amb diverses mostres d'honor concedides per Timur.
Els assetjats, que no coneixien les condiciones de rendició que exigia Timur, van començar a murmurar contra Mazar, però aquest no va cedir i va persistir en la resistència. Timur va ordenar continuar l'assalt i amb maquines de setge i tota mena de projectils la lluita va seguir. Llavors va sortir la mare de Mazar i es va tirar als peus de Timur suplicant per la vida del seu fill. Altre cop Timur va accedir, va concedir honors a la mare i li va concedir el perdó de Mazar si aquest sortia, i una vegada mes s'hi va negar. Timur va fer construir llavors una mena de torre formada per arbres (anomenada per de la Croix com Meljour, paraula que no té traducció); es van tallar els arbres de la rodalia fins a tres dies de distància, i es van portar per ser acumulats davant la fortalesa fins que el “meljour” fou mes alt que la fortalesa i dominava el interior d'aquesta. Un regiment es va situar dalt del meljour i les maquines de setge van seguir bombardejant amb pedres; el 22 de juliol els assetjats no tenien gairebé aigua i es va expulsar els habitants quedant només la guarnició. Les pedres continuaven destruint cases i Mazar, sense saber que fer, va enviar el seu lloctinent a implorar la intercessió de Muhammad Sultan; per enèsima vegada el lloctinent va aconseguir el perdó per Mazar si sortia i va rebre diversos detalls de honor podent retornar a la fortalesa, però Mazar va refusar altre cop.
Poc després un escamot timúrida es va poder acostar al peu d'una zona de la muralla on va facilitar l'accés a més soldats que van començar la tasca de sapa. Els murs d'aquella zona van estar arruïnats en poc temps. La guarnició aviat se’n va adonar que estava perduda; alguns es van suïcidar tirant-se des de dalt de la muntanya i altres es van girar contra Mazar i van reclamar la rendició llençant les seves armes a terra. Mazar, desesperat, va enviar a la seva mare i al seu fill a Timur, un divendres, sembla que el 8 d'agost. Timur una vegada mes li va concedir la vida a canvi de sortir i que si no ho feia mataria a tots els que trobés a la fortalesa i seria culpa de Mazar; aquest encara no va sortir però aquella nit els seus servidors el van abandonar i l'endemà va sortir amb un sudari i una espasa al coll, i va suplicar la protecció del mirza Muhammad Sultan, prometent ser en endavant el mes fidel dels esclaus del emperador i que només volia la vida per poder servir a Timur; el príncep es va compadir i va demanar la gràcia a Timur que li va concedir.
Les armes de la fortalesa foren recollides. Timur va decretar que Mazar i Aiza de Mardin, casos semblants, serien portats a Sultaniya i d'allí Mazar seria portat a Samarcanda. Totes les riqueses de la plaça foren repartides entre els que havien mostrat valor en el setge. L'amir Atilmish (emparentat amb Timur) va rebre el govern de la fortalesa amb soldats per defensar-la.